# Fotboll vid internationella öspelen 1989
Fotbollsturneringen vid internationella öspelen 1989 avgjordes mellan den 6 juli och 12 juli. Turneringen vanns av hemmalaget Färöarna, som tog fyra raka segrar.

## Tabell
| Nr | Lag            | S | V | O | F | GM | IM | MS  | P |
| -- | -------------- | - | - | - | - | -- | -- | --- | - |
| 1  | Färöarna       | 4 | 4 | 0 | 0 | 20 | 1  | +19 | 8 |
| 2  | Anglesey       | 4 | 3 | 0 | 1 | 9  | 10 | −1  | 6 |
| 3  | Åland          | 4 | 2 | 0 | 2 | 10 | 12 | −2  | 4 |
| 4  | Grönland       | 4 | 1 | 0 | 3 | 4  | 8  | −4  | 2 |
| 5  | Shetlandsöarna | 4 | 0 | 0 | 4 | 1  | 13 | −12 | 0 |

## Matcher
| 1 | 6 juli 1989 | Färöarna                 | 6 – 0   | Anglesey | Gøta Stadion     |                  |
|   |             | 2′ 15′ 26′ 83′, 86′, 89′ | (3 – 0) |          | Gøta Publik: 800 | Gøta Publik: 800 |
|   |             |                          |         |          | Gøta Publik: 800 | Gøta Publik: 800 |
|   |             |                          |         |          | Gøta Publik: 800 | Gøta Publik: 800 |

| 2 | 6 juli 1989 | Grönland | 4 – 1   | Shetlandsöarna | Sandavágur |  |
|   |             |          | (1 – 0) |                |            |  |
|   |             |          |         |                |            |  |
|   |             |          |         |                |            |  |

| 3 | 8 juli 1989 | Färöarna        | 4 – 0   | Shetlandsöarna | Gundadalur Stadion                                       |                                                          |
|   |             | 17′ 54′ 77′ 89′ | (1 – 0) |                | Torshamn Publik: 1 300 Domare: Kim Eidesgaard (Färöarna) | Torshamn Publik: 1 300 Domare: Kim Eidesgaard (Färöarna) |
|   |             |                 |         |                | Torshamn Publik: 1 300 Domare: Kim Eidesgaard (Färöarna) | Torshamn Publik: 1 300 Domare: Kim Eidesgaard (Färöarna) |
|   |             |                 |         |                | Torshamn Publik: 1 300 Domare: Kim Eidesgaard (Färöarna) | Torshamn Publik: 1 300 Domare: Kim Eidesgaard (Färöarna) |

| 4 | 8 juli 1989 | Åland          | 4 – 5   | Anglesey            | Sandavágur Stadion     |                        |
|   |             | 5′ 10′ 16′ 65′ | (3 – 3) | 31′ 34′ 41′ 47′ 86′ | Sandavágur Publik: 400 | Sandavágur Publik: 400 |
|   |             |                |         |                     | Sandavágur Publik: 400 | Sandavágur Publik: 400 |
|   |             |                |         |                     | Sandavágur Publik: 400 | Sandavágur Publik: 400 |

| 5 | 9 juli 1989 | Färöarna                       | 3 – 0   | Grönland | Fuglafjørður                                    |                                                 |
|   |             | Jens Erik Rasmussen ?′, ?′, ?′ | (0 – 0) |          | Publik: 2 500 Domare: Herman Midjard (Färöarna) | Publik: 2 500 Domare: Herman Midjard (Färöarna) |
|   |             |                                |         |          | Publik: 2 500 Domare: Herman Midjard (Färöarna) | Publik: 2 500 Domare: Herman Midjard (Färöarna) |
|   |             |                                |         |          | Publik: 2 500 Domare: Herman Midjard (Färöarna) | Publik: 2 500 Domare: Herman Midjard (Färöarna) |

| 6         | 9 juli 1989 | Åland                                   | 2 – 0   | Shetlandsöarna | Klaksvík |  |
| 15:00 UTC | 15:00 UTC   | Kenneth Nylund 54′ Christer Mattson 55′ | (0 – 0) |                |          |  |
| 15:00 UTC | 15:00 UTC   |                                         |         |                |          |  |
| 15:00 UTC | 15:00 UTC   |                                         |         |                |          |  |

| 7 | 11 juli 1989 | Åland | 3 – 0   | Grönland | Sandur                                       |                                              |
|   |              |       | (1 – 0) |          | Publik: 200 Domare: John Eysturoy (Färöarna) | Publik: 200 Domare: John Eysturoy (Färöarna) |
|   |              |       |         |          | Publik: 200 Domare: John Eysturoy (Färöarna) | Publik: 200 Domare: John Eysturoy (Färöarna) |
|   |              |       |         |          | Publik: 200 Domare: John Eysturoy (Färöarna) | Publik: 200 Domare: John Eysturoy (Färöarna) |

| 8 | 11 juli 1989 | Anglesey    | 3 – 0   | Shetlandsöarna | Leirvík     |             |
|   |              | 26′ 50′ 83′ | (1 – 0) |                | Publik: 180 | Publik: 180 |
|   |              |             |         |                | Publik: 180 | Publik: 180 |
|   |              |             |         |                | Publik: 180 | Publik: 180 |

| 9 | 12 juli 1989 | Färöarna                    | 7 – 1   | Åland | Torshamn |  |
|   |              | 25′ 50′ 56′ 61′ 62′ 70′ 78′ | (1 – 1) | 41′   |          |  |
|   |              |                             |         |       |          |  |
|   |              |                             |         |       |          |  |

| 10 | 12 juli 1989 | Anglesey | 1 – 0 | Grönland | Klaksvík |  |
|    |              |          |       |          |          |  |
|    |              |          |       |          |          |  |
|    |              |          |       |          |          |  |